# Николаевская площадь (Казань)
Никола́евская пло́щадь (тат. Николай мəйданы), ранее Кузнечная — бывшая площадь в историческом центре Казани (ныне Вахитовский район города).
Площадь располагалась между университетским холмом, 1-й Театральной улицей (с 1899 г. — улица Пушкина), Державинским садом (ныне территория, занимаемая театром оперы и балета на площади Свободы) и Почтамтской улицей (с 1893 г. — улица Лобачевского) перед парком Чёрное озеро.

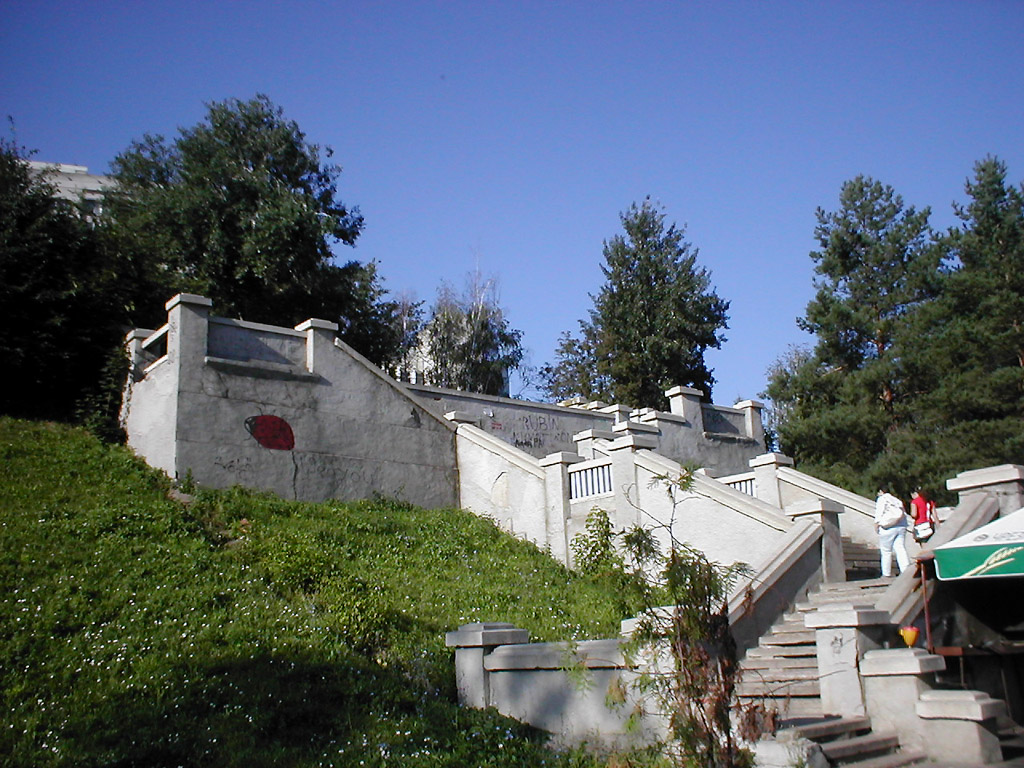
Историческая лестница 1924 года, соединяющая университетский холм с бывшей Николаевской площадью

С конца XVIII века здесь была Кузнечная площадь, на которой в центре было маленькое озеро, а вокруг — кузницы и прочие хозяйственно-производственные постройки. После пожара 1842 года остатки всех зданий снесли, озеро засыпали, территорию выровняли и организовали площадь, которой было присвоено название Николаевская в честь правившего тогда российского императора Николая I.
Первое время площадь была местом торговли в многочисленных лавках и обывательских развлечений, среди которых выделялся кукольный театр-балаган Якова Мамонова «Театр спиритизма и магии».
В 1890 году на ставшей парадно-представительной переблагоустроенной площади с аллеями, клумбами и скамейками возвели здания для всероссийской научно-промышленной выставки, проводившейся в Казани. Здания и строения выставки были созданы по проектам известного в городе архитектора Г. Руша.
После окончания длившейся 4 месяца выставки её здания были разобраны и в 1891 году вместо площади был разбит Николаевский сквер с деревьями и прочими крупными зелёными насаждениями. В 1894 году в саду был устроен оригинальный фонтан, подаренный городу Обществом казанского водоснабжения и существующий поныне. В советское время Николаевский сквер был переименован в Ленинский сад.
От площади осталась небольшая площадка в начале Ленинского сада на пересечении улиц Пушкина, Галактионова и Нужина, на которой находятся установленный в 1978 году памятник сидящему Бутлерову, построенный в 2003 году торгово-развлекательный центр полукруглой формы «Колизей» (ранее — «Тамерлан»; в обиходе — «Кнопка») и выходят здания Казанской консерватории и другие. На площадке по воскресеньям в первой половине дня собираются нумизматы города.